# Kammerwahl 2004
- LSAP: 14
- Gréng: 7
- DP: 10
- CSV: 24
- ADR: 5

Die Kammerwahl 2004 zur Bestimmung der 60 Mitglieder der luxemburgischen Abgeordnetenkammer fand am 13. Juni 2004 gleichzeitig mit der Europawahl statt.

## Ausgangslage
Bei der Kammerwahl 1999 hatten die Regierungsparteien CSV und LSAP (Sozialisten) zwei beziehungsweise vier Sitze verloren, die liberale DP dagegen drei Sitze. Es kam zu einer neuen Koalition aus CSV und DP. Ministerpräsident blieb Jean-Claude Juncker (CSV). Die Regierung Regierung Juncker-Polfer trat am 7. August 1999 ihr Amt an.

## Wahlrecht
Die Sitze werden innerhalb von vier Wahlkreisen proportional nach dem D’Hondt-Verfahren verteilt.

## Ergebnis
Jeder Wähler hatte so viele Stimmen, wie im Wahlbezirk Abgeordnete zu wählen waren. Die Ergebnisse der einzelnen Wahlbezirke:
|                        | Wahlbezirk Süden | Wahlbezirk Süden | Wahlbezirk Süden | Wahlbezirk Osten | Wahlbezirk Osten | Wahlbezirk Osten | Wahlbezirk Zentrum | Wahlbezirk Zentrum | Wahlbezirk Zentrum | Wahlbezirk Norden | Wahlbezirk Norden | Wahlbezirk Norden | Luxemburg insgesamt | Luxemburg insgesamt | Luxemburg insgesamt | Luxemburg insgesamt |
| Anzahl                 | %                | Sitze            | Anzahl           | %                | Sitze            | Anzahl           | %                  | Sitze              | Anzahl             | %                 | Sitze             | Anzahl            | % unge- wichtet     | % ge- wichtet *     | Sitze               |                     |
| ---------------------- | ---------------- | ---------------- | ---------------- | ---------------- | ---------------- | ---------------- | ------------------ | ------------------ | ------------------ | ----------------- | ----------------- | ----------------- | ------------------- | ------------------- | ------------------- | ------------------- |
| Wahlberechtigte        | 89.085           |                  |                  | 28.588           |                  |                  | 63.099             |                    |                    | 36.911            |                   |                   | 217.683             |                     |                     |                     |
| Wähler                 | 82.212           | 92,3             |                  | 26.366           | 92,2             |                  | 56.712             | 89,9               |                    | 34.802            | 94,3              |                   | 200.092             | 91,92               |                     |                     |
| Gültige Stimmzettel    | 77.491           | 94,3             |                  | 25.024           | 94,9             |                  | 53.556             | 94,4               |                    | 32.839            | 94,4              |                   | 188.910             | 94,41               |                     |                     |
| Gültige Stimmen        | 1.609.111        |                  |                  | 167.811          |                  |                  | 1.028.202          |                    |                    | 277.557           |                   |                   | 3.082.681           |                     |                     |                     |
| Sitze insgesamt        |                  |                  | 23               |                  |                  | 7                |                    |                    | 21                 |                   |                   | 9                 |                     |                     |                     | 60                  |
|                        |                  |                  |                  |                  |                  |                  |                    |                    |                    |                   |                   |                   |                     |                     |                     |                     |
| CSV                    | 572.888          | 35,6             | 9                | 64.908           | 38,7             | 3                | 365.364            | 35,5               | 8                  | 100.665           | 36,3              | 4                 | 1.103.825           | 35,81               | 36,13               | 24                  |
| LSAP                   | 519.227          | 32,3             | 8                | 27.682           | 16,5             | 1                | 193.327            | 18,8               | 4                  | 43.812            | 15,8              | 1                 | 784.048             | 25,43               | 23,37               | 14                  |
| DP                     | 152.758          | 9,5              | 2                | 31.890           | 19,0             | 1                | 219.700            | 21,4               | 5                  | 56.253            | 20,3              | 2                 | 460.601             | 14,94               | 16,06               | 10                  |
| Déi Gréng              | 164.798          | 10,2             | 2                | 20.363           | 12,1             | 1                | 140.548            | 13,7               | 3                  | 30.186            | 10,9              | 1                 | 355.895             | 11,54               | 11,58               | 7                   |
| ADR                    | 135.814          | 8,4              | 2                | 20.754           | 12,4             | 1                | 81.233             | 7,9                | 1                  | 40.991            | 14,8              | 1                 | 278.792             | 9,04                | 9,95                | 5                   |
| Déi Lénk               | 36.684           | 2,3              |                  | 2.214            | 1,3              |                  | 19.448             | 1,9                |                    | 3.725             | 1,3               |                   | 62.071              | 2,01                | 1,87                |                     |
| KPL                    | 26.942           | 1,7              |                  |                  |                  |                  | 8.582              | 0,8                |                    |                   |                   |                   | 35.524              | 1,15                | 0,91                |                     |
| Fräi Partei Lëtzebuerg |                  |                  |                  |                  |                  |                  |                    |                    |                    | 1.925             | 0,7               |                   | 1.925               | 0,06                | 0,12                |                     |

Die CSV gewann fünf Sitze, die mitregierende DP verlor fünf Sitze. Gewinne verzeichneten die Grünen (+2 Sitze) und die LSAP (+1 Sitz), während das ADR zwei Sitze verlor. Déi Lénk verlor den einzigen Sitz.

## Regierungsbildung
Nach den erheblichen Verlusten der DP wechselte die CSV den Koalitionspartner und koalierte wieder mit der LSAP. Am 31. Juli 2004 trat die neue Regierung ihr Amt an.